# Поток (мультфильм)
«Пото́к» (также «Тече́ние», латыш. Straume, англ. Flow) — полнометражный анимационный приключенческий фильм 2024 года латвийского режиссёра Гинтса Зилбалодиса. Сюжет строится вокруг истории кота и других зверей, спасающихся на лодке во время потопа . Повествование в фильме ведется без использования слов. Он полностью снят в 3D-программе компьютерной графики Blender с открытым исходным кодом.
Мировая премьера фильма состоялась 22 мая 2024 года на 77-й Каннском международном кинофестивале. Национальная премьера состоялась 28 августа 2024 года. «Поток» стал самым популярным фильмом в Латвии, опередив фильм «Души в снежном вихре», было продано более 306 000 билетов.
Фильм удостоился множества призов на международных кинофестивалях, премии «Золотой глобус» и заслужил положительные оценки критиков . Картина также получила номинации на 97-й церемонии вручения премии «Оскар» в категориях «Лучший анимационный полнометражный фильм» и «Лучший иностранный художественный фильм». В первой категории «Поток» получил «Оскар» и стал первым латвийским полнометражным мультфильмом, получившим награду Академии кинематографических искусств и наук. Также он стал первым латвийским фильмом в целом, номинированным на «Оскар». Кроме того, «Поток» является одним из трёх анимационных полнометражных фильмов (наряду с «Побегом» и «Вальсом с Баширом»), номинированных на эту премию за лучший фильм на иностранном языке.

## Сюжет
Короткошёрстный тёмно-серый кот живёт в лесу на верхнем этаже дома, где находится мастерская художника; вокруг дома стоят статуи кота в различных позах. Однажды в лесу у реки кот натыкается на группу из пяти собак, ловящих рыбу. Когда две из них начинают ссориться из-за пойманной рыбы, кот крадёт рыбу и убегает, после чего собаки начинают гнаться за ним. Внезапно навстречу им проносится стадо оленей, за которым следует огромный поток воды, покрывающий землю. Коту удаётся выплыть и затем достичь суши, вернувшись в дом. За ним следует белый лабрадор, отделившийся от остальных собак. На следующий день вода поднимается. Лабрадор уплывает на лодке, в которую забрались четыре других собаки. Кот на некоторое время остаётся на вершине гигантской статуи кошки, но затем и туда доходит вода, и он прыгает на проплывающую мимо лодку под парусом, в которой плывёт капибара.
На следующий день лодка проплывает мимо возвышающихся над водой каменных столбов. На неё садится белая птица-секретарь, и кот от испуга падает за борт. Он тонет, но его поднимает из воды проплывающий мимо кит. Затем кота хватает птица-секретарь и летит с ним высоко в небе, однако позже роняет прямо в лодку. Постепенно капибара обучает кота ловить рыбу, и он начинает делиться уловом с остальными. На одной из выступающих из воды каменных построек кот и капибара встречают лемура, который собирает в корзину разные предметы (ложку, пустые бутылки) и присоединяется к компании.
Позже лодка пристаёт к суше, где животные встречают лабрадора, а затем целую стаю отдыхающих птиц-секретарей. Птица, ранее встречавшая кота, приносит ему рыбу, что вызывает гнев со стороны других птиц. Защищая кота, птица вступает в бой с вожаком стаи и оказывается побеждённой: другие птицы ломают ей крыло, и стая улетает. Птица присоединяется к компании на лодке, и вместе с лабрадором путешественников становится пять.
На следующий день лодка плывёт в сторону гигантских пиков и по дороге проплывает по полузатопленному городу, где наблюдает выныривающего кита. Лабрадор берёт стеклянный поплавок лемура и приносит его птице-секретарю, чтобы поиграть с ней. Птица выбрасывает поплавок за борт, что вызывает ярость лемура, и он начинает с ней драться. Во время схватки управление лодкой теряется, и мачта зацепляется за дерево. Появившийся кит, выныривая из воды, создаёт волны, которые помогают лодке освободиться. У берега возле пиков видно множество сломанных лодок, а на одном из выступающих из воды строений спасаются четыре собаки, с которыми ранее уже встречался кот. Птица-секретарь сперва отказывается спасать собак, но после одобрительного взгляда кота нехотя позволяет капибаре взять управление лодкой и направить её к башне, где находятся собаки. Их сажают на ту же лодку, которая затем попадает в шторм. Во время шторма птица, восстановившая способность к полёту, покидает лодку и улетает. Кота выбрасывает за борт, и он выплывает на берег. Птица улетает вверх, и кот следует за ней на вершину пика, где возникает столб яркого света. Внутри этого света кот и птица-секретарь становятся невесомыми и парят вместе, пока птица не улетает ввысь и исчезает. Кот возвращается вниз, но лодка уже уплыла слишком далеко, и он не может её догнать. Он плывёт, а затем забирается на стеклянный поплавок, и дрейфует на нём.
Утром вода начинает стремительно спадать, снова появляется суша, потоки прорезают в земле огромные ущелья. Кот блуждает по лесу, внезапно встречая лемуров — и среди них того лемура, с которым он плыл на лодке. Лемур провожает его к лодке, зацепившейся за дерево и раскачивающейся над пропастью. Лемуру и коту удаётся спасти из лодки всех собак и капибару. Четыре собаки убегают за зайцем, а затем мимо вновь пробегает стадо оленей. Кот бежит им вслед и видит лежащего на земле тяжело дышащего кита. Кот, капибара, лемур и лабрадор смотрят в лужу воды, где видят своё отражение (так же в начале фильма смотрел в лужу одинокий кот). В сцене после титров виден плывущий на горизонте кит.

## Создание фильма
Источниками вдохновения для «Потока» служат ранний короткометражный мультфильм Зилбалодиса 2012 года Aqua на сходный сюжет (кот спасается от потопа на лодке), аниме-сериал Конан — мальчик из будущего, и работы Жака Тати. Все отснятые сцены вошли в окончательную версию мультфильма, при производстве не использовались раскадровки, вместо этого Зилбалодис поместил животных на сцену и «исследовал их с помощью камеры». Работа над фильмом заняла четыре с половиной года и закончилась за несколько дней до отправки на Каннский кинофестиваль.

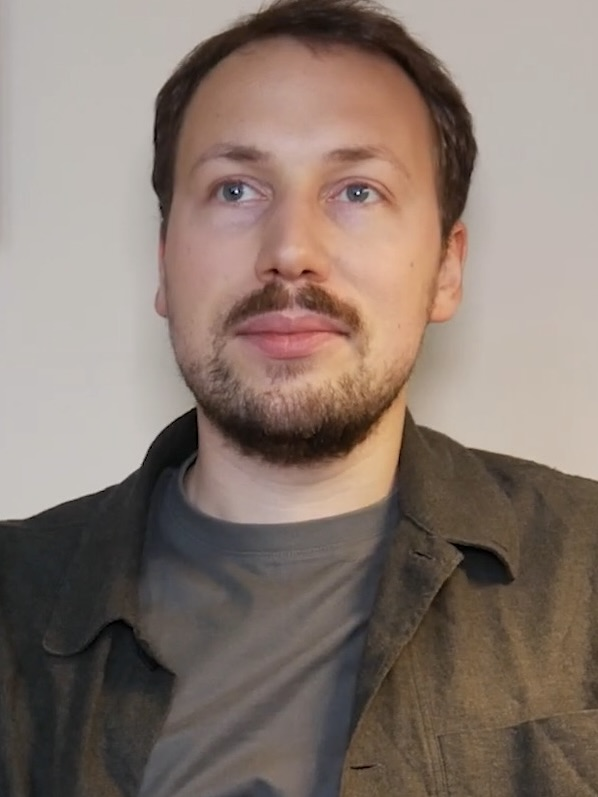
Гинтс Зилбалодис в 2025 году

Мультфильм снят латвийской студией Dream Well Studio, французской студией Sacrebleu Productions и бельгийской студией Take Five. Над фильмом работало около 30 человек.
Студии Take Five и Sacrebleu Productions присоединились к производству в 2022 году и работали над анимацией персонажей и звуковым дизайном. Пока «Поток» был в разработке, материалы из фильма были представлены на форуме Cartoon Movie 2022 в Бордо. Фильм был снят при финансовой поддержке Национального центра кино Латвии, Государственного фонда культурного капитала Латвии, Национального центра кино и мультипликации Франции, Arte France, Eurimages, и RTBF.
Вся анимация мультфильма «Поток» была создана в программе Blender. После завершения своего первого полнометражного проекта в 2019 году Зилбалодис решил перейти на Blender, главным образом из-за возможностей рендер-движка EEVEE, позволявшего работать в режиме реального времени и быстро настраивать освещение и визуальный стиль сцены. Освоение программы оказалось относительно простым — большинство аниматоров адаптировались к Blender менее чем за неделю. Визуализация фильма проходила на персональном компьютере без использования рендер-ферм, а окончательный облик достигался исключительно внутренними средствами без последующей обработки. Режиссёр отметил, что интеграция всех этапов работы в одной среде позволила команде эффективно использовать ресурсы и оперативно вносить изменения на любом этапе производства. Для симуляции воды и меха были разработаны специальные инструменты на базе Blender.

### Звуковой дизайн

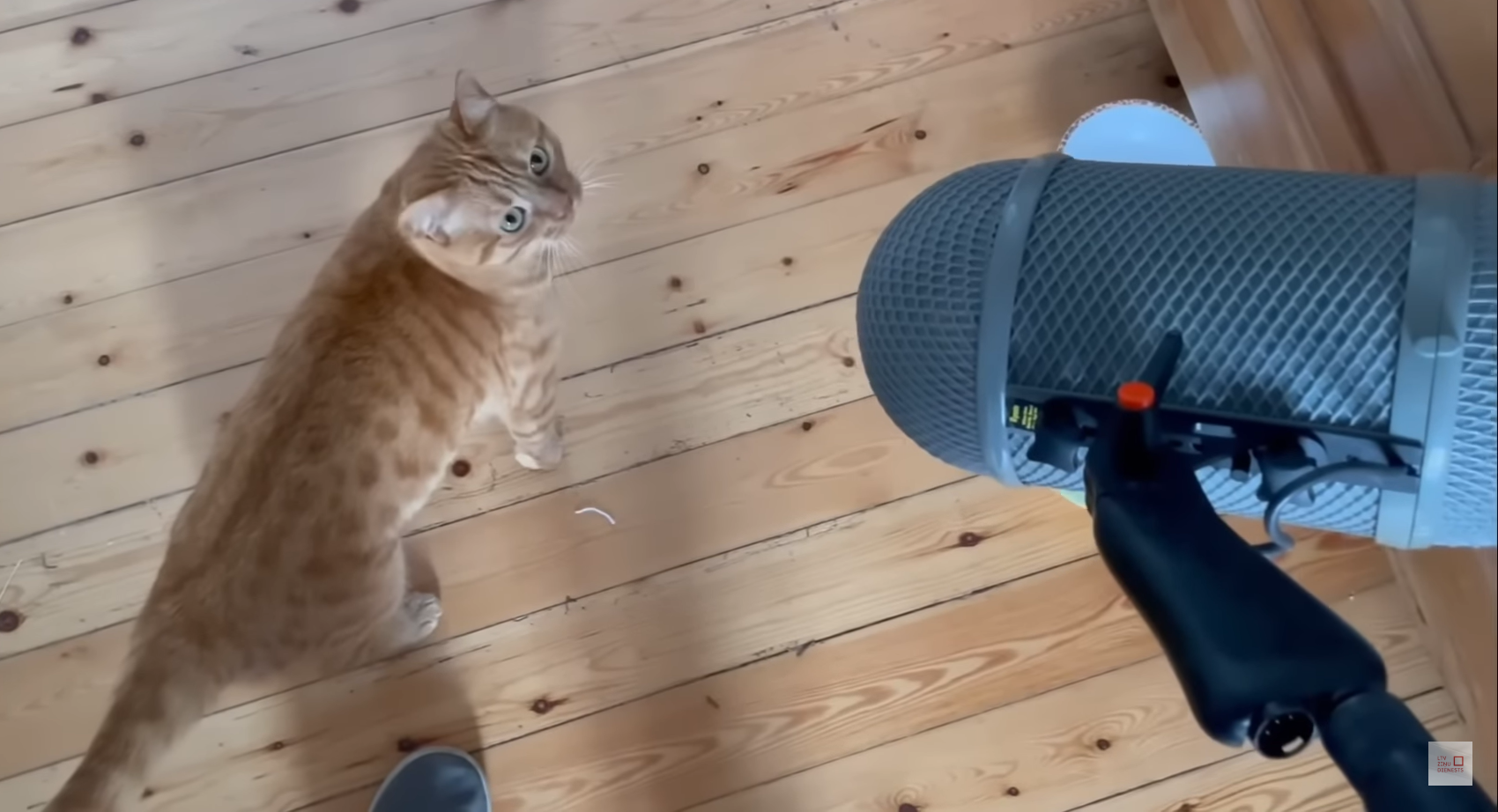
Кошка звукорежиссёра Коик-Калласа по кличке Миут, «озвучившая» главного героя

Создатели фильма записали звуки животных в зоопарках, а также взяли их из звуковых библиотек. Для озвучивания Кота в мультфильме звукорежиссёр мультфильма Гурвал Коик-Галлас записывал «голос» своей кошки по кличке Миут, а также других кошек. Чтобы передать звуки капибары, звукорежиссёр работал с заводчиком капибар в зоопарке, но звуки, издаваемые капибарой, были слишком пронзительными, чтобы соответствовать пассивному и спокойному персонажу, изображённому в фильме. В результате было решено, что для озвучивания капибары будет использовано другое животное — детёныш верблюда. Для озвучивания дыхания кита в фильме использовали звуки хриплого, как бы астматического, дыхания старого тигра. Запись замедлили и понизили по тону для нужного эффекта.

### Саундтрек
Музыку к фильму написали Гинтс Зилбалодис и перкуссионист Рихардс Залюпе. Это второй проект Зилбалодиса, созданный в сотрудничестве с Залюпе. Зилбалодис начал работу над музыкальными эскизами ещё на стадии сценария, что позволило ему интегрировать музыку в структуру фильма и использовать её при монтаже вместо готовых временных композиций. После завершения монтажа к проекту был привлечён Залюпе, который переработал и дополнил начальные темы, усилив их выразительность и придал партитуре целостность. По мнению Залюпе, минималистичная и ритмически выверенная музыка Зилбалодиса уже задавала тон сценам, что позволило ему сосредоточиться на оркестровке и мелодических акцентах. Лирическая тема, созданная Зилбалодисом для кульминации, была распространена на весь фильм.
Музыкальное сопровождение фильма тесно связано с его звуковым дизайном. Поскольку в мультфильме отсутствуют слова, основное аудионаполнение строится на звуках окружающей среды и животных. Саундтрек играет ключевую роль в усилении восприятия окружающего мира глазами главного героя — кота, плывущего через затопленный ландшафт. Зилбалодис отметил, что для достижения эффекта присутствия важно не точное воспроизведение реальности, а творческая переработка звуков, чтобы они ощущались более правдоподобными в контексте фильма.
У каждого из животных в фильме есть свой музыкальный образ, создаваемый определённым инструментом: для Кота это кларнет, для Лемура — инструменты оркестра гамелан, для Капибары — африканская калимба и балафон.
Саундтрек включает 23 композиции, в которых используются в основном ударные, струнные и электронные инструменты. Было сочинено 7 часов музыки, однако в итоговой версии фильма используется лишь около 50 минут. Альбом выпущен 1 ноября 2024 года на сайте Milan Records.
| №                   | Название             | Длительность |
| ------------------- | -------------------- | ------------ |
| 1.                  | «Home»               | 2:04         |
| 2.                  | «Dog Chase»          | 1:34         |
| 3.                  | «Panic»              | 0:59         |
| 4.                  | «Flood»              | 5:24         |
| 5.                  | «Capybara»           | 0:48         |
| 6.                  | «Unexpected Visitor» | 0:32         |
| 7.                  | «Lemur»              | 2:07         |
| 8.                  | «Bananas»            | 1:27         |
| 9.                  | «Deer Cyclone»       | 1:23         |
| 10.                 | «Windmill Island»    | 2:11         |
| 11.                 | «Birds»              | 3:45         |
| 12.                 | «Outcast»            | 2:26         |
| 13.                 | «Showing Off»        | 0:59         |
| 14.                 | «Abandoned City»     | 2:24         |
| 15.                 | «Splash»             | 1:38         |
| 16.                 | «Fishing»            | 3:05         |
| 17.                 | «Storm»              | 2:03         |
| 18.                 | «Flow Away»          | 4:33         |
| 19.                 | «Forest Emerging»    | 1:55         |
| 20.                 | «Amphitheater»       | 1:51         |
| 21.                 | «Following»          | 3:36         |
| 22.                 | «Reflection»         | 3:29         |
| 23.                 | «Acceptance»         | 2:43         |
| Общая длительность: | Общая длительность:  | 53:51        |

## Выпуск и прокат
Мультфильм стал первым полнометражным анимационным фильмом из Латвии, представленным на Каннском кинофестивале. После премьеры на Каннском кинофестивале фильм получил семиминутные овации. Через несколько часов после премьеры права на показ Flow приобрели американские компании Janus Films и Sideshow. После Каннского кинофестиваля фильм был показан на многих других международных фестивалях, включая Международный фестиваль анимационных фильмов в Анси, фестиваль в Гвадалахаре (Мексика), Международный фестиваль анимационного кино в Оттаве и Международный кинофестиваль в Афинах (Athens IFF). Распространение фильма осуществляется под названием Flow. 7 ноября 2024 года фильм был выпущен в Италии, 8 ноября — в Индонезии и Исландии, 14 ноября — в Таиланде, 15 ноября — в Швеции, 21 ноября — в Украине (под названием Поток. Последний кот на Земле (укр. Потік. Останній кіт на Землі)). С 22 ноября 2024 года Janus Films и Sideshow начали ограниченный показ фильма в США в Нью-Йорке и Лос-Анджелесе, после чего с 6 декабря начался широкий прокат.
Национальная премьера состоялась 28 августа 2024 года в кинотеатре Splendid Palace. Французская дистрибьюторская компания UFO Distribution выпустила фильм в кинотеатрах Франции с 30 октября 2024 года. С момента национальной премьеры фильма в Латвии было продано более 306 000 билетов, что сделало его самым популярным фильмом на больших экранах с момента восстановления независимости страны. «Поток» также стал самым кассовым фильмом Janus Films в США, собрав 4 миллиона долларов, и обогнав фильм «Сядь за руль моей машины». На волне успеха «Потока» в Великобритании и Ирландии было решено в марте 2025 года повторно выпустить на экраны первый полнометражный мультфильм режиссёра «Таинственный остров» 2019 года.

## Критика

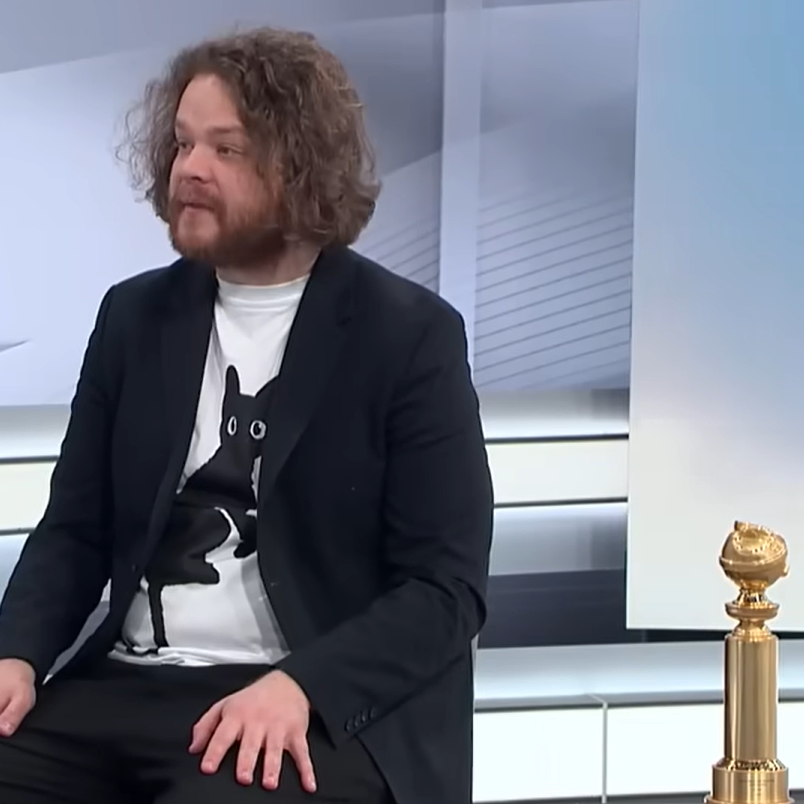
Матисс Кажа с «Золотым глобусом»

На сайте-агрегаторе рецензий Rotten Tomatoes 97 % из 148 рецензий критиков положительные, со средней оценкой 8,5 из 10; Metacritic присвоил фильму оценку 87 из 100 на основе 27 рецензий критиков. Британское издание The Telegraph поместило фильм в шестёрку сильнейших фильмов Каннского кинофестиваля, а американское The Hollywood Reporter включило фильм в число 20 лучших фильмов Каннского кинофестиваля. Критик Дэвид Руни в рецензии для The Hollywood Reporter назвал «Поток» «захватывающим безмолвным приключением на грани гибели мира» и отметил, что фильм «способен разбить сердце и вновь его собрать». Актёр и режиссёр Билл Хейдер назвал «Поток» своим любимым фильмом 2024 года, сказав, что он смотрел его три раза, и захотел завести кошку, несмотря на аллергию на них. Обозреватель IndieWire Кристиан Блаувельт назвал фильм Зилбалодиса одной из важных вех анимации, таких Диснеевский «Бэмби». Критик The New York Times Кэлум Марш отметил, что «животные ведут себя как животные, и это придает их приключениям подлинность, которая в моменты как восторга, так и опасности делает эмоции ещё более сильными». Кинокритик и историк кино Кристина Матиса высоко оценила роль продюсера фильма Матиса Кажи и отметила, что «Поток» отличается от всего, что мы привыкли видеть в анимационных фильмах. По мнению Антона Долина, сюжет «Потока» — это история конца света. Он также отмечает, что этот фильм — «независимое кино, что всегда вызывает симпатию, и притом сделанное как предельно авторское».
В 2024 году режиссёру мультфильма Гинтсу Зилбалодису было присвоено звание «Рижанин года». В апреле 2025 года режиссёр Гинтс Зилбалодис, продюсер фильма Матисс Кажа и композитор Рихардс Залюпе были удостоены Ордена Трёх Звёзд.

## Награды
| Награда                                              | Дата церемонии | Категория                                                     | Номинант(ы)                     | Результат    | Источник              |
| ---------------------------------------------------- | -------------- | ------------------------------------------------------------- | ------------------------------- | ------------ | --------------------- |
| Каннский кинофестиваль                               | 24.05.2024     | Особый взгляд                                                 | Гинтс Зилбалодис                | Номинация    | [ 65 ]                |
| Международный фестиваль анимационных фильмов в Анси  | 15.06.2024     | Лучший фильм                                                  | Поток                           | Номинация    | [ 66 ]                |
| Международный фестиваль анимационных фильмов в Анси  | 15.06.2024     | Gan Foundation Award for Distribution                         | Поток                           | Победа       | [ 66 ]                |
| Международный фестиваль анимационных фильмов в Анси  | 15.06.2024     | Приз жюри за лучший художественный фильм                      | Поток                           | Победа       | [ 66 ]                |
| Международный фестиваль анимационных фильмов в Анси  | 15.06.2024     | Приз зрительских симпатий за лучший художественный фильм      | Поток                           | Победа       | [ 66 ]                |
| Международный фестиваль анимационных фильмов в Анси  | 15.06.2024     | Премия за лучшую оригинальную музыку к художественному фильму | Гинтс Зилбалодис, Рихард Залюпе | Победа       | [ 66 ]                |
| Международный кинофестиваль в Гвадалахаре            | 15.06.2024     | Лучший анимационный фильм                                     | Поток                           | Победа       | [ 67 ]                |
| Международный фестиваль анимации в Оттаве            | 28.09.2024     | Гран-при за полнометражный анимационный фильм                 | Поток                           | Победа       | [ 68 ]                |
| Animation Is Film Festival                           | 22.10.2024     | Приз жюри                                                     | Поток                           | Победа       | [ 69 ]                |
| Фестиваль европейского кино в Севилье                | 16.11.2024     | Grand Jury Award                                              | Поток                           | Победа       | [ 70 ]                |
| Фестиваль европейского кино в Севилье                | 16.11.2024     | Best Editing                                                  | Гинтс Зилбалодис                | Победа       | [ 70 ]                |
| Фестиваль европейского кино в Севилье                | 16.11.2024     | Puerta América Award                                          | Поток                           | Победа       | [ 70 ]                |
| New York Film Critics Circle Awards                  | 03.12.2024     | Лучший анимационный фильм                                     | Поток                           | Победа       | [ 71 ]                |
| Национальный совет кинокритиков США                  | 04.12.2024     | Лучший анимационный фильм                                     | Поток                           | Победа       | [ 72 ] [ 73 ]         |
| Премия Европейской киноакадемии                      | 07.12.2024     | Лучший фильм                                                  | Поток                           | В шорт-листе | [ 74 ]                |
| Премия Европейской киноакадемии                      | 07.12.2024     | Лучший европейский анимационный фильм                         | Поток                           | Победа       | [ 74 ]                |
| Astra Film Awards                                    | 08.12.2024     | Лучший анимационный фильм                                     | Поток                           | Номинация    | [ 75 ] [ 76 ]         |
| Astra Film Awards                                    | 08.12.2024     | Лучший международный полнометражный фильм                     | Поток                           | Номинация    | [ 75 ] [ 76 ]         |
| Награда общества кинокритиков Бостона                | 08.12.2024     | Лучший анимационный фильм                                     | Поток                           | Победа       | [ 77 ]                |
| Washington D.C. Area Film Critics Association Awards | 08.12.2024     | Лучший анимационный фильм                                     | Поток                           | Номинация    | [ 78 ]                |
| Washington D.C. Area Film Critics Association Awards | 08.12.2024     | Лучший международный фильм                                    | Поток                           | Номинация    | [ 78 ]                |
| Награда ассоциации кинокритиков Лос-Анджелеса        | 08.12.2024     | Лучший анимационный полнометражный фильм                      | Поток                           | Победа       | [ 79 ]                |
| San Diego Film Critics Society Awards                | 09.12.2024     | Лучший анимационный фильм                                     | Поток                           | Победа       | [ 80 ]                |
| Награда ассоциации кинокритиков Чикаго               | 11.12.2024     | Лучший анимационный фильм                                     | Поток                           | Победа       | [ 81 ]                |
| San Francisco Film Critics Circle Awards             | 15.12.2024     | Лучший анимационный фильм                                     | Поток                           | Победа       | [ 82 ]                |
| St. Louis Film Critics Association Awards            | 15.12.2024     | Лучший анимационный фильм                                     | Поток                           | Номинация    | [ 83 ]                |
| Награда ассоциации кинокритиков Торонто              | 15.12.2024     | Лучший анимационный фильм                                     | Поток                           | Победа       | [ 84 ]                |
| New York Film Critics Online                         | 16.12.2024     | Лучшая анимация                                               | Поток                           | Победа       | [ 85 ]                |
| Seattle Film Critics Society Awards                  | 16.12.2024     | Лучший анимационный фильм                                     | Поток                           | Номинация    | [ 86 ]                |
| Seattle Film Critics Society Awards                  | 16.12.2024     | Лучший международный фильм                                    | Поток                           | Номинация    | [ 86 ]                |
| Dallas-Fort Worth Film Critics Association           | 18.01.2025     | Лучший анимационный фильм                                     | Поток                           | Второе место | [ 87 ]                |
| Florida Film Critics Circle                          | 20.01.2025     | Лучший анимационный фильм                                     | Поток                           | Победа       | [ 88 ]                |
| Золотой глобус                                       | 05.01.2025     | Лучший анимационный фильм                                     | Поток                           | Победа       | [ 89 ] [ 90 ] [ 91 ]  |
| Выбор критиков                                       | 12.01.2025     | Лучший анимационный полнометражный фильм                      | Поток                           | Номинация    | [ 92 ]                |
| Выбор критиков                                       | 12.01.2025     | Лучший фильм на иностранном языке                             | Поток                           | Номинация    | [ 92 ]                |
| Премия Американской ассоциации монтажёров            | 18.01.2025     | Лучший монтаж анимационного фильма                            | Гинтс Зилбалодис                | Ожидается    | [ 93 ]                |
| Люмьер                                               | 20.01.2025     | Лучший анимационный фильм                                     | Поток                           | Победа       | [ 94 ]                |
| Спутник                                              | 26.01.2025     | Лучший анимационный фильм                                     | Поток                           | Номинация    | [ 95 ]                |
| Гойя                                                 | 08.02.2025     | Лучший европейский фильм                                      | Поток                           | Номинация    | [ 96 ]                |
| Энни                                                 | 08.02.2025     | Лучший независимый анимационный полнометражный фильм          | Поток                           | Победа       | [ 97 ]                |
| Энни                                                 | 08.02.2025     | Лучшая режиссура в анимационном полнометражном фильме         | Гинтс Зилбалодис                | Номинация    | [ 97 ]                |
| Энни                                                 | 08.02.2025     | Лучший сценарий в анимационном полнометражном фильме          | Гинтс Зилбалодис, Матисс Кажа   | Победа       | [ 97 ]                |
| Независимый дух                                      | 22.02.2025     | Лучший иностранный фильм                                      | Поток                           | Победа       | [ 98 ] [ 99 ] [ 100 ] |
| EDA Awards                                           | ‏‎               | Лучший анимационный фильм                                     | Поток                           | Ожидается    | [ 101 ]               |
| EDA Awards                                           | ‏‎               | Лучший международный фильм                                    | Поток                           | Ожидается    | [ 101 ]               |
| Сезар                                                | 28.02.2025     | Лучший анимационный фильм                                     | Поток                           | Победа       | [ 102 ]               |
| Оскар                                                | 02.03.2025     | Лучший фильм на иностранном языке                             | Поток                           | Номинация    | [ 103 ] [ 104 ]       |
| Оскар                                                | 02.03.2025     | Лучший анимационный полнометражный фильм                      | Поток                           | Победа       | [ 103 ] [ 104 ]       |
| Премия Европейской киноакадемии                      | 29.04.2025     | Приз зрительских симпатий                                     | Поток                           | Победа       | [ 105 ]               |

Статуэтка премии «Оскар» Зилбалодиса, выставлена в Латвийском национальном художественном музее.

С 7 по 16 марта 2025 года три самые престижные награды (статуэтки «Оскара», «Золотого глобуса» и Европейской киноакадемии) были выставлены в Латвийском национальном художественном музее.

## Влияние
Мультфильм «Поток» вызвал широкий общественный резонанс в Латвии. В Риге были размещены рекламные баннеры и тумбы с изображением главного героя — чёрного кота. Популярность фильма была использована предпринимателями, которые выпустили тематическую продукцию: одежду, аксессуары и сувениры. В начале января 2025 года уличный художник Kiwie создал граффити с изображением главного героя мультфильма на улице Ропажу, 15, в Риге. Позже подобное граффити появилось и на стене Даугавпилсской крепости. Одним из проявлений популярности фильма стало размещение временной статуи чёрного кота на площади перед Памятником Свободы в Риге. В дальнейшем она была перенесена на Ратушную площадь. В мае 2025 года в разных парках Риги были размещены статуи и других персонажей мультфильма — пса, лемура и капибары. Банк Латвии выпустил ограниченным тиражом памятную почтовую марку, посвящённую фильму.

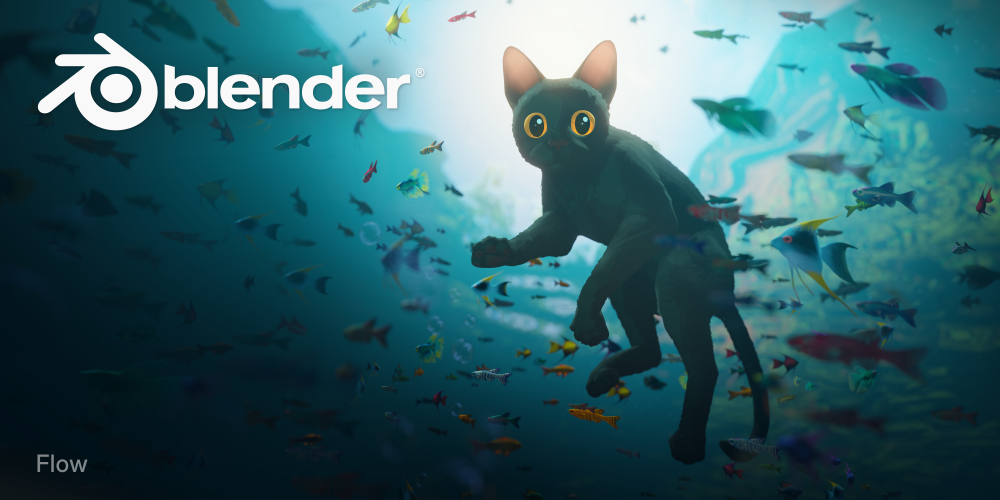
Кадр из мультфильма на заставке программы Blender

Успех фильма способствовал росту инвестиций в латвийскую киноиндустрию. По словам режиссёра, интерес к местному кинопроизводству значительно увеличился, а международные компании начали рассматривать Латвию как площадку для анимационных проектов. Министр культуры Латвии Агнесе Лаце заявила, что достижения фильма «Поток» способствуют не только популяризации латвийского кино, но и продвижению страны на международной арене. Благодаря международному признанию, в том числе попаданию в шорт-лист премии «Оскар», фильм стал инструментом культурной дипломатии. Лаце подчеркнула, что такие достижения укрепляют позиции Латвии в глобальной киноиндустрии и способствуют развитию международного сотрудничества. В связи с этим Министерство культуры рассматривает дополнительные меры поддержки латвийских кинематографистов для усиления их присутствия на мировом рынке.
Интерес к мультфильму распространился и за пределы Латвии. В Бразилии после его выхода отмечено увеличение числа случаев, когда чёрных котов стали забирать из приютов — это связывают с популярностью главного героя. Кадр из мультфильма был использован как заставка в программе Blender версии 4.4.
Поздняя регистрация авторских прав привела к появлению разнообразных контрафактных изделий с изображениями персонажей. Примеры легального сотрудничества включают в себя посвящённый фильму айвовый лимонад, выпущенный пивоварней Валмиермуйжа в сотрудничестве с создателями фильма, почтовую марку с изображением персонажей мультфильма, выпущенную Латвийской почтой, настольную игру, основанную на его сюжете, выпущенную компанией Brain Games, и глазированный сырок, выпущенный компанией Karums.

### Комментарии
1. ↑  Первоначально вместо птицы-секретаря в фильме должна была быть чайка, но от неё отказались из-за маленького размера[17].